# Alican Aytekin
Alican Aytekin (Istanbul, 20 ottobre 1990) è un attore turco, noto per aver interpretato il ruolo di Seyfi Çiçek nella serie Love Is in the Air (Sen Çal Kapımı).

## Biografia
Alican Aytekin è nato il 20 ottobre 1990 a Istanbul (Turchia), mentre studiava architettura d'interni ha iniziato a coltivare la passione per la recitazione.

## Carriera
Alican Aytekin ha intrapreso i suoi studi di architettura d'interni presso l'Università di economia di Smirne e successivamente ha deciso di dedicarsi alla recitazione studiando presso la Bilgi University, dove al termine degli ha conseguito la laurea. Nel 2013 ha fatto la sua prima apparizione sul piccolo schermo nella serie Bizim Okul, nel ruolo di Burak.
Nel 2014 ha interpretato il ruolo del fotografo nella serie Cherry Season - La stagione del cuore (Kiraz Mevsimi). Nello stesso anno ha interpretato il ruolo di Apollon nel film 10. Köy Teyatora diretto da Bahadir Absin. Sempre nel 2014 ha interpretato il ruolo di Sercan Kadran nella serie Galip Dervis.
Nel 2016 ha interpretato il ruolo di Ömer nel film Her Sey Asktan diretto da Andaç Haznedaroglu. Nello stesso anno ha recitato nella serie Hayat Şarkısı. Nel 2017 ha preso parte allo spettacolo teatrale Hey Mexico. Nel 2017 e nel 2018 ha fatto parte del cast della serie Ufak Tefek Cinayetler, nel ruolo di Ilhan. Nel 2019 ha recitato nel film Ölü Yatirim diretto da Neslihan Yıldız.
Nel 2020 e nel 2021 è entrato a far parte del cast della serie Love Is in the Air (Sen Çal Kapımı), nel ruolo di Seyfi Çiçek, l'aiutante di Aydan Bolat (interpretata da Neslihan Yeldan). Nel 2022 ha ricoperto il ruolo di Cihan nella serie Dreams and Realities - La forza dei sogni (Hayaller Ve Hayatlar).

## Filmografia

### Cinema
- 10. Köy Teyatora, regia di Bahadir Absin (2014)
- Her Sey Asktan, regia di Andaç Haznedaroglu (2016)
- Ölü Yatirim, regia di Neslihan Yıldız (2019)

### Televisione
- Bizim Okul – serie TV (ATV, 2013)
- Cherry Season - La stagione del cuore (Kiraz Mevsimi) – serie TV (Fox, 2014)
- Galip Dervis – serie TV (Kanal D, 2014)
- Hayat Şarkısı – serie TV (Kanal D, 2016)
- Ufak Tefek Cinayetler – serie TV (Star TV, 2017-2018)
- Love Is in the Air (Sen Çal Kapımı) – serie TV, 52 episodi (Fox, 2020-2021)

### Web TV
- Dreams and Realities - La forza dei sogni (Hayaller ve Hayatlar) – web serie (beIN CONNECT, 2022)

## Teatro
- Hey Mexico (2017)

## Doppiatori italiani
Nelle versioni in italiano dei suoi film e delle sue serie TV, Alican Aytekin è stato doppiato da:
- Gianluca Cortesi[19] in Love Is in the Air[20], in Dreams and Realities - La forza dei sogni[21]